# Isognathus woodi
Isognathus woodi är en fjärilsart som beskrevs av Charles T. Ramsden 1916. Isognathus woodi ingår i släktet Isognathus och familjen svärmare. Inga underarter finns listade i Catalogue of Life.